# Doorn Records
Doorn Records est un label discographique de musique électronique fondé par le disc jockey néerlandais Sander van Doorn en 2007.
C'est l'un des 28 sous-labels de Spinnin' Records.
Sander van Doorn, Bassjackers, Borgeous, DubVision, DVBBS, Firebeatz, Inpetto, Sick Individuals, Tony Junior ou encore duo twoloud y ont déjà signé.